# テレーセ・ヨーハウグ
テレーセ・ヨーハウグ（Therese Johaug、1988年6月25日 - ）は、ノルウェー、ヘードマルク県Os出身のクロスカントリースキー選手。

## プロフィール
2007年1月のノルウェー選手権パシュートで3位となって注目され、同年のノルディックスキー世界選手権代表に抜擢されると30kmで銅メダルを獲得。これは同選手権史上最年少のメダリストとなるものであった。更にノルディックスキージュニア世界選手権ではパシュートで銅メダルを獲得、ノルウェー選手権の30kmでは優勝して飛躍したシーズンを締めくくった。
2008年のジュニア世界選手権では5km、10km、リレーの3冠を達成した。
2009年ノルディックスキー世界選手権では30kmとリレーで4位、パシュート6位、10km10位とメダル無しに甘んじた。ノルウェー選手権では30kmで2度目の優勝。
初のオリンピック出場となった2010年バンクーバーオリンピックでは30km7位、15km6位、リレーで金メダルを獲得した。
自国ノルウェーでの開催となった2011年ノルディックスキー世界選手権ではリレーと30kmで金メダルを獲得、パシュートでは銅メダル、10km4位とマリット・ビョルゲンに次ぐ活躍を見せた。クロスカントリースキー・ワールドカップでも初勝利をあげ、総合自己最高の4位となった。
2016年9月、抜き打ちのドーピング検査で禁止薬物のクロステボールに陽性となった。ヨーハウグは使用していたリップクリームに禁止薬物が含まれていたと弁明していたが、スポーツ仲裁裁判所が2016年10月から18か月の資格停止処分を決定した。これにより2018年平昌オリンピックに出場できなくなった。